# Awa Thiam

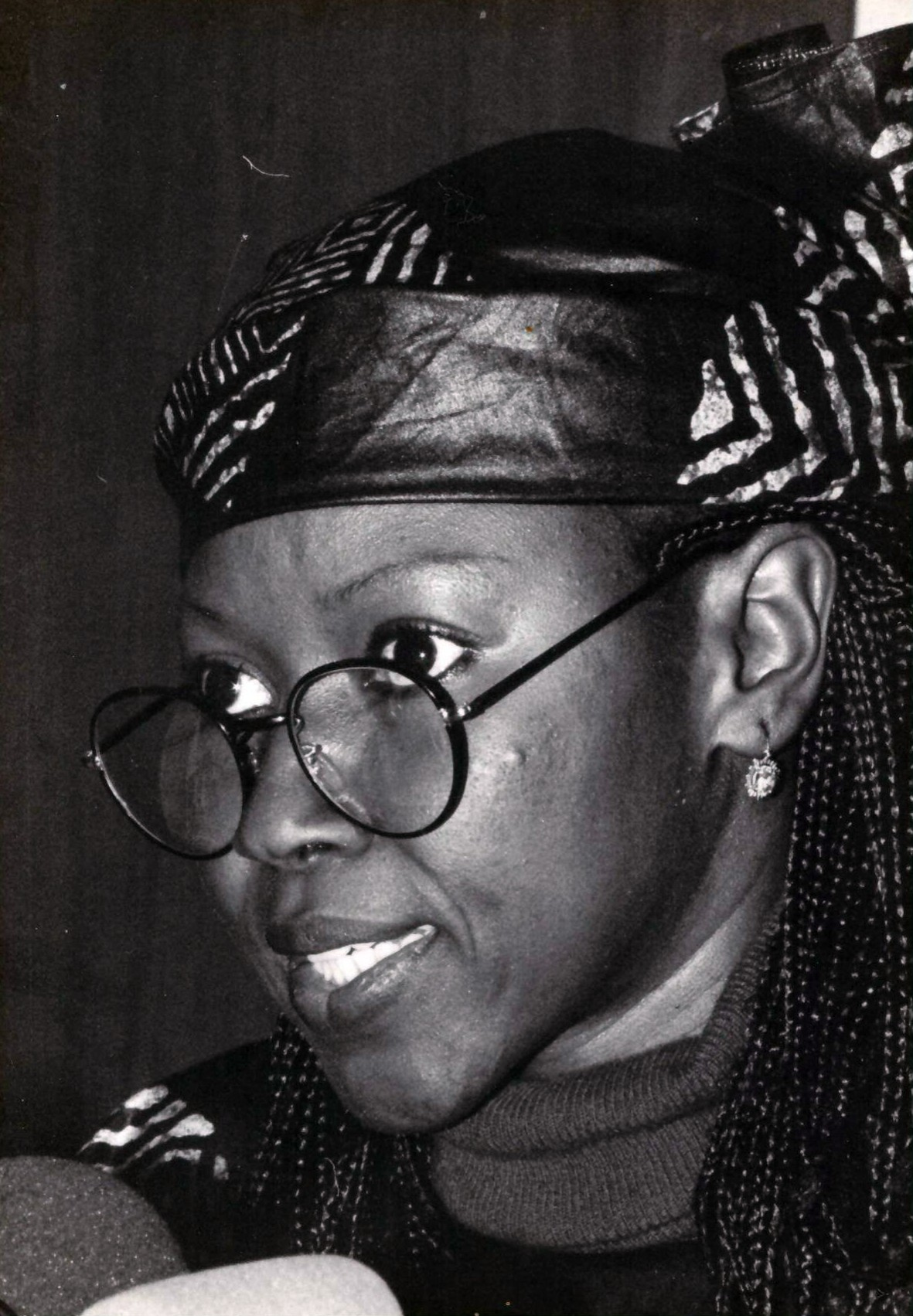
Awa Thiam während einer Konferenz

Awa Thiam (* April 1950 in Dakar) ist eine senegalesische Schriftstellerin, Anthropologin, Politikerin und feministische Aktivistin.

## Wirken
1978 veröffentlichte Awa Thiam La Parole aux négresses. Dies war der erste afrikanische Text, in dem Phänomene wie Vielehe, Brautkauf und Genitalverstümmelung (englisch female genital mutilation, kurz FGM)  offen angeprangert wurden. Gesprächspartnerinnen aus Mali, dem Senegal und aus Guinea berichten vom Leben von Frauen in ihren Ländern und wie sie mit gewalttätigen Traditionen wie FGM und institutionalisierter Polygamie umgehen. Anhand dieser Fragen wird die Situation schwarzer Frauen analysiert und die Besonderheit ihres Kampfes dargestellt, die durch ihre kulturelle, religiöse und soziale Herkunft bestimmt ist.
Ihre Arbeit brachte auch – zusammen mit Nawal Saadawi – Licht in die Praktiken der heutzutage in einigen Teilen Afrikas immer noch weit verbreiteten Genitalverstümmelung, die davor weitgehend unbekannt war.
Sie ist Präsidentin der 1982 gegründeten CAMS (Commission pour l’Abolition des Mutilations Sexuelles, sinngemäß Kommission zur Abschaffung der Genitalverstümmelung).
Awa Thiam war auch die Erste, die die drei Systeme der Unterdrückung afrikanischer Frauen identifizierte: Sexismus, Rassismus und Traditionalismus als Legitimierung von Diskriminierung aufgrund der sozialen Schicht, dies auch unter Berücksichtigung der Einflüsse des Kolonialismus.
2004 leitete sie das Centre Social des Femmes de Dakar, wo sie Alphabetisierungskurse für Frauen sowie Hygiene- und Kindererziehungskurse organisierte und Gründerseminare anbot.
Sie arbeitet als Anthropologin am Institut für schwarzafrikanische Grundsatzfragen (Institut fondamental d’Afrique noire Cheikh-Anta-Diop, IFAN) in Dakar.
Thiam ist Abgeordnete der senegalesischen Nationalversammlung und Präsidentin der Kommission für Gesundheit, Bevölkerungsentwicklung, Soziale Angelegenheiten und nationale Solidarität.
Sie wurde in die Anthologie Daughters of Africa aufgenommen, die 1992 von Margaret Busby in London und New York herausgegeben wurde.

## Veröffentlichungen
- La Parole aux négresses (1978), Die Stimme der schwarzen Frau : vom Leid der Afrikanerinnen, deutsche Übersetzung von Chantal Doussain und Anneliese Strauss, Reinbek bei Hamburg : Rowohlt (1992), ISBN 978-3-499-14840-8
- Speak Out, Black Sisters (1978) in Feminist Writings from Ancient Times to the Modern World: A Global Sourcebook And History, Tiffany K. Wayne (Hrsg.), Greenwood, Santa Barbara California, 2011, ISBN 978-0-313-34580-7
- Continents noirs (1987), Collection Femmes et sociétés[6]
- La Sexualité féminine africaine en mutation, l’exemple du Sénégal (2015), L’Harmattan[7]

## Bibliographie
- Mouralis, Bernard, Une parole autre : Aoua Kéita, Mariama Bâ et Awa Thiam (1994), Notre Librairie
- Kathleen E. Sheldon, Historical Dictionary of Women in Sub-Saharan Africa (2005), Scarecrow Press, ISBN 978-0-8108-5331-7
- Charles F. Peterson,  Daughters of Africa.  in Dubois, Fanon, Cabral (Hrsg.): The Margins of Elite Anti-colonial Leadership, S. 137, Abschnitt 55, (2007), Lexington Books